# 熊本電気
熊本電気株式会社（熊本電氣株式會社、くまもとでんき）は、明治末期から昭和戦前期にかけて存在した日本の電力会社である。かつて九州電力送配電管内に存在した事業者の一つ。
本社は熊本県熊本市。1891年（明治24年）に九州最初の電気事業者として開業した熊本電灯（熊本電燈）が前身。同社の破綻後、熊本電灯所（熊本電燈所）を経て安田財閥などの出資によって1909年（明治42年）に熊本電気として再建された。以後白川水系などで水力開発を手掛け、熊本県での電気供給の一翼を担った。
1940年（昭和15年）には傘下の電力会社3社を合併して熊本電気から九州電気株式会社（きゅうしゅうでんき）へと改称し、最終的に供給区域を熊本・長崎・大分・宮崎・鹿児島の5県へと拡大する。しかし2年後の1942年（昭和17年）、配電統制令により九州電力の前身九州配電に統合され消滅した。

## 概要

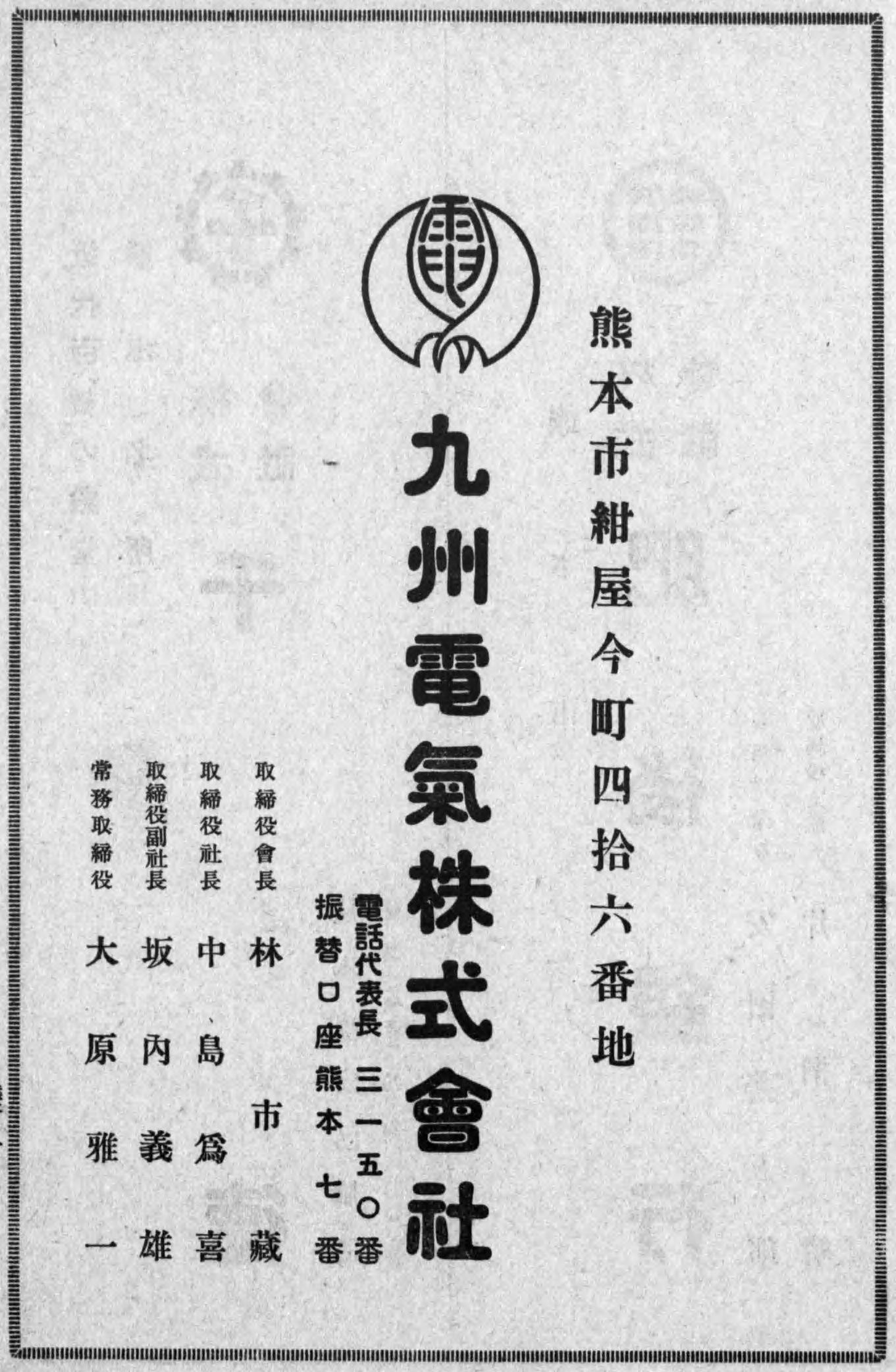
1940年の広告

熊本電気（九州電気）は九州電力送配電（九州電力グループ）の一般送配電事業管轄区域のうち熊本県の大部分と大分県・宮崎県・鹿児島県・長崎県の各一部を供給区域としていた、戦前期における九州の主要電力会社である。前身の熊本電灯は熊本市において1891年（明治24年）に開業。熊本電灯が経営不振のため1902年（明治35年）に解散した後、東京の安田財閥（安田家）が熊本電灯所として事業を引き継ぎ、さらに安田家や旧熊本藩主細川侯爵家の出資により1909年（明治42年）に熊本電気となった。
熊本電気は設立以後、白川水系や菊池川、緑川水系などで水力開発を展開するとともに、供給区域を熊本県の大部分に拡大していく。1920年代後半からは県南部の球磨川電気や鹿児島県の鹿児島電気といった有力事業者を傘下に収め、長崎県島原半島の島原水電などを合併して県外進出も活発化させた。1940年（昭和15年）、傘下の球磨川電気・鹿児島電気・竹田水電（大分県）を合併、同時に傘下の小事業者2社から事業を譲り受け、熊本電気から九州電気へと改称した。
しかし九州電気として活動したのは2年のみで、太平洋戦争下における国の配電統制実施に伴い、1942年（昭和17年）に配電統制令に基づいて新設の九州配電に吸収されて消滅した。なお全事業が九州配電に引き継がれたわけではなく、一部の設備が1939年（昭和14年）と1942年に日本発送電へ出資されている。

## 沿革

### 熊本電灯会社の創業

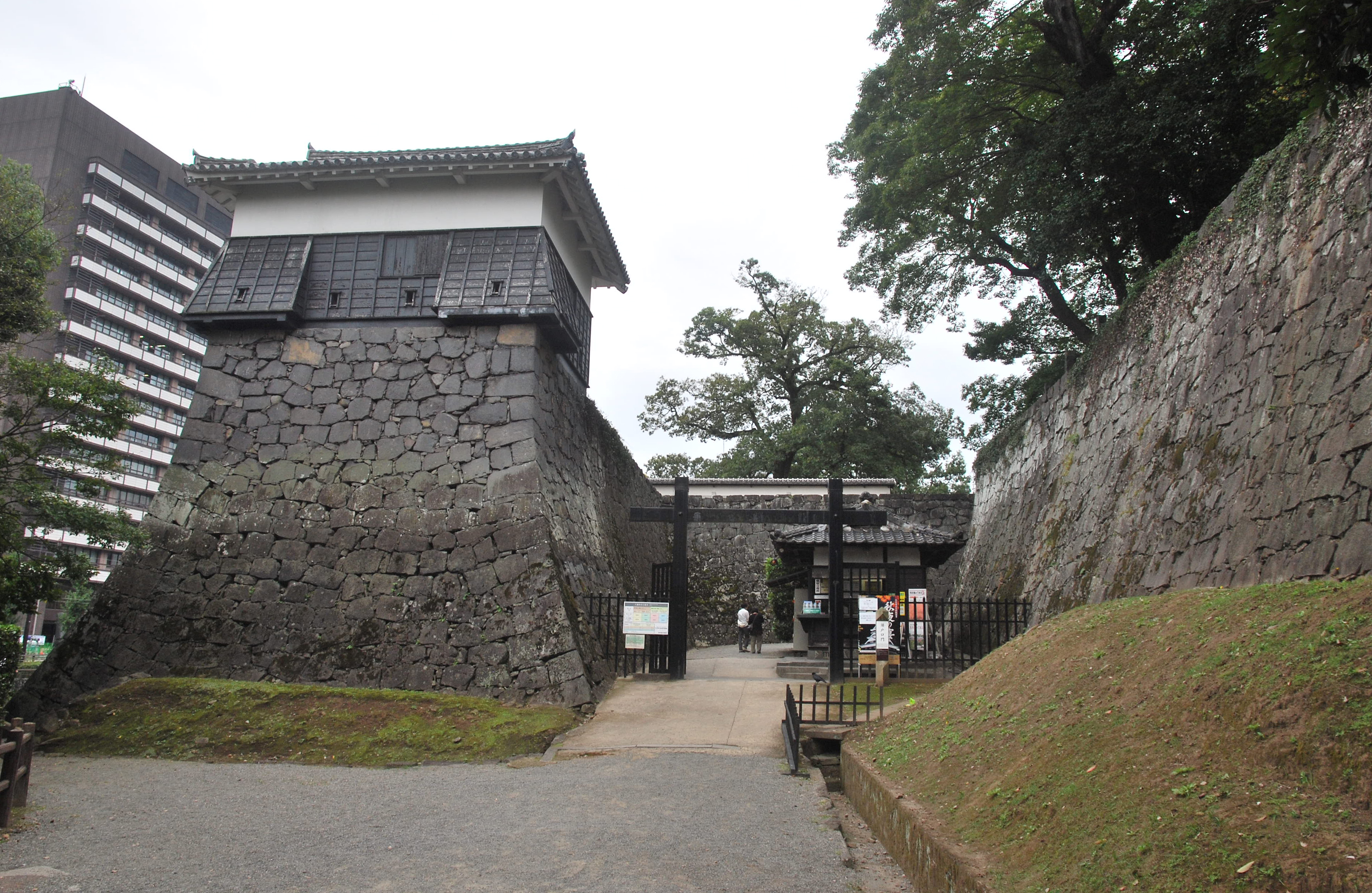
熊本城の平御櫓と須戸口門入口。熊本電灯会社はこの近くに発電所を構えた。

1887年（明治20年）11月、東京の日本橋茅場町において東京電灯が発電所を設置し電気の供給を始めたことで、日本においても電気供給事業が始まった。以後、各地で電気事業が勃興していく。
東京電灯の事業が開業した1887年、大阪で開かれた銀行業者の大会に熊本から参加した第九国立銀行（後の第九銀行）頭取の三淵静逸は、そこで新興事業の電気事業について耳にする。興味を持った三淵は熊本へ帰ると、熊本県書記官の大越亨とともに地元有志を回り、電気事業の起業を誘った。三淵らの勧誘により、熊本進歩銀行頭取河野政次郎、第九国立銀行取締役兼支配人中村才馬、第百三十五国立銀行（現・肥後銀行）支配人松尾鶴男といった銀行関係者が集まり、「有限責任熊本電灯会社」の設立を熊本県に申請、1889年（明治22年）12月17日に熊本県知事よりその認可を得た。同時期、長崎市でも電気事業起業の動きがあり、同年8月に長崎電灯（後の長崎電気瓦斯）が設立されている。
会社設立認可を受け発起人はただちに株式募集（資本金7万5000円・3000株）の募集に取り掛かる。九州鉄道開業に伴う起業ブームに後押しされて募集は順調に進むが、募集終了直後の1890年（明治23年）に恐慌が発生し、さらに翌年には帝国議会仮議事堂漏電火災事件が発生して事業が不安視されたことから株主からの株金払込徴収は停滞してしまう。こうした中、熊本城に本部を置く陸軍第六師団が事業の後援者に名乗りを上げ、供給予約を申し込むとともに発電所用地（千葉城町梅屋敷）を無償で貸与した。発電所用地の確保に3年かかった長崎電灯の事例を鑑みるとこの陸軍の支援は重要であった。資金面では第九国立銀行が不足分を補ったため、同行頭取（堀部直臣）と支配人（中村才馬）が大株主となって2人で株式の過半数を所有した。なお初代社長には進歩銀行頭取の河野政次郎が就いた。
工事は東京電灯に一切を委託して進められ、1891年（明治24年）6月に城内発電所が完成した。同発電所には出力20キロワット (kW)・電圧125ボルト (V) のエジソン式直流発電機が2台据え付けられた。発電所完成後、まず供給予約のあった大口需要家である第六師団へ電灯を取り付け6月15日から試験点灯を開始する。さらに27日には市民への宣伝のため厩橋・下馬橋の2か所で試験点灯を行った。こうした準備を経て7月1日より一般供給を開始し、熊本電灯会社は開業した。東京電灯から数えて日本で10番目の電気事業であり、都市単位でみると東京・神戸・大阪・京都・名古屋・横浜に続く7番目の開業であった。九州では最初の電気事業であり、以後1893年（明治26年）に長崎電灯が開業するなど九州においても電気事業が相次いで出現することとなる。
開業なった熊本電灯会社の供給成績は、1891年12月末時点で白熱電灯773灯（うち師団分は487灯）、アーク灯2灯であった。

### 経営不振と破綻
需要増加への対処と熊本城から3キロメートルほど離れた大江渡鹿にある工兵営舎へと送電するべく、熊本電灯会社では最初の発電所増設に取り組み、1892年（明治25年）7月に出力60kWの交流発電機1台を導入した。遠距離送電のため発電機電圧は2,000Vとされた。堅調な需要に支えられ会社の成績は順調で、増収増益を重ね1893年（明治26年）上期には年率8パーセントの配当を行うまでになった。1893年11月、社名を「熊本電灯株式会社」へ改称している。
高配当率が示すように会社は表面的には好業績であったものの、実際のところは産炭地から距離があるという立地条件のため燃料石炭価格が高く、収益を圧迫していた。石炭火力発電依存から脱するべく1894年（明治27年）より水力発電への進出を検討し、白川やその支流黒川を調査、両河川の合流地点に出力1,000kWの水力発電所を建設する計画を取りまとめた。しかしながらこの計画は実行するに至らず、さしあたり設備を更新して火力発電の効率向上を図ることとなり、翌1895年（明治28年）5月に芝浦製作所へ設備一式を発注した。会社では城内発電所の増設を計画したが、煙突が火薬庫に近く危険であるとして師団から反対されたため、郊外の飽託郡本山村（現・熊本市本山町）を代替地として新発電所建設に着手した。
ところが着工直後の1897年（明治30年）1月23日、城内発電所でボイラーのパイプが破裂する事故が発生、さらに12月23日にはボイラー本体の破裂事故も発生した。相次ぐ事故のため復旧工事が終わる翌1898年（明治31年）1月15日まで供給停止を余儀なくされ、その後も断続的に停電が続く状態となってしまった。1898年1月、新設備により本山発電所が運転を開始（城山発電所から設備移転も4月に完了）して事態は改善されたが、トラブルに石炭価格高騰が重なって経営は悪化し、1897年下期に欠損を出す（赤字転落）に至る。この時は本山発電所完成に伴って石炭費が減少したことで赤字は1898年下期にひとまず解消された。
1900年（明治33年）10月、更新設備の到着が遅れて老朽化したボイラーを使い続けていたためボイラー破損事故が再び発生し、一部地域で供給停止となった。新ボイラーの据付により翌1901年（明治34年）2月より停電は解消されるが、事故の影響で会社は再度の赤字に転落してしまう。追い打ちをかけるように1900年12月、資金源であった第九銀行が取り付け騒ぎによって休業するという事件が発生。この混乱が波及して熊本進歩銀行まで破綻し、熊本電灯の預金約7000円が焦げ付き設備更新の費用を失ってしまう。その後安田財閥が救済に入った第九銀行から債権回収の催促を受けるようになり、金融が途絶した熊本電灯は石炭購入費も捻出できなくなり石炭納入までも受けられなくなる事態に陥った。経営陣は1901年9月から12月にかけて3度にわたり臨時株主総会を開催し議論を続けるものの、熊本市への事業移管（市営化）や第九銀行への事業売却の交渉に失敗し、経営は行き詰った。最終的に経営陣は第九銀行の経営権を掌握する安田善次郎と交渉し、債権8万5000円の代償として全事業を第九銀行へ譲渡すると決定した。
1902年（明治35年）5月11日、熊本電灯は株主総会にて会社の解散を議決した。

### 安田家による経営

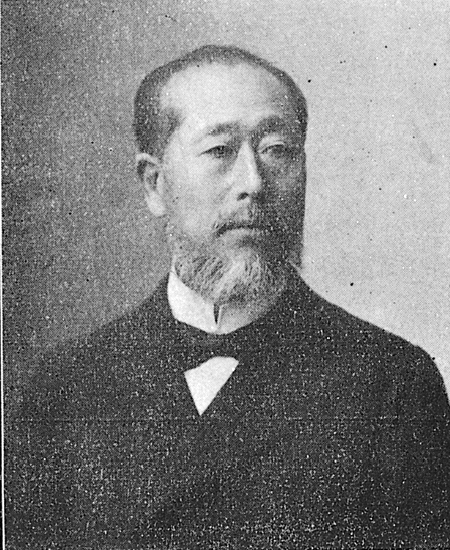
安田善次郎

1902年9月、第九銀行は債権の代償として熊本電灯より設備・経営権の一切を引き継ぐとともに、その経営を取締役長島芳次郎を名義人とする「熊本電灯所」へ委託した。こうして熊本市における電気事業は熊本電灯に代わって熊本電灯所が経営することとなった。電灯所の所長兼主任技師は安田家から派遣された技師坂内虎次が務めた。
1904年（明治37年）7月、長島名義の熊本電灯所は資本金10万円の「株式会社熊本電灯所」へと改組した。株主は安田家一族と安田系の第九銀行の役員ら7名で、改組前と同様安田家による経営が続けられた。社長には坂内が就いた。
熊本電灯所では設備の改良を継続するとともに発電設備の再更新を計画、1904年10月に更新工事を竣工させた。本山発電所には新たに200kW交流発電機1台が据え付けられ、旧設備のうち60kW交流発電機2台は予備に回されるとともに開業時からの20kW直流発電機2台は廃止された。この設備更新以降、電灯の供給数は次第に拡大し、1908年（明治41年）には7,719灯に達した。営業成績も供給拡大とともに向上し、配当率は1906年（明治39年）に年率8パーセントに復した。この間の1906年3月5日、暴風雨により本山発電所の煙突が倒壊する事故が発生し一時全面供給停止となるが、当日深夜には一部供給を再開し、7月までに全面復旧している。素早い対応ができたため営業成績が大きく落ち込むことはなかった。

### 水力開発計画と熊本電気設立

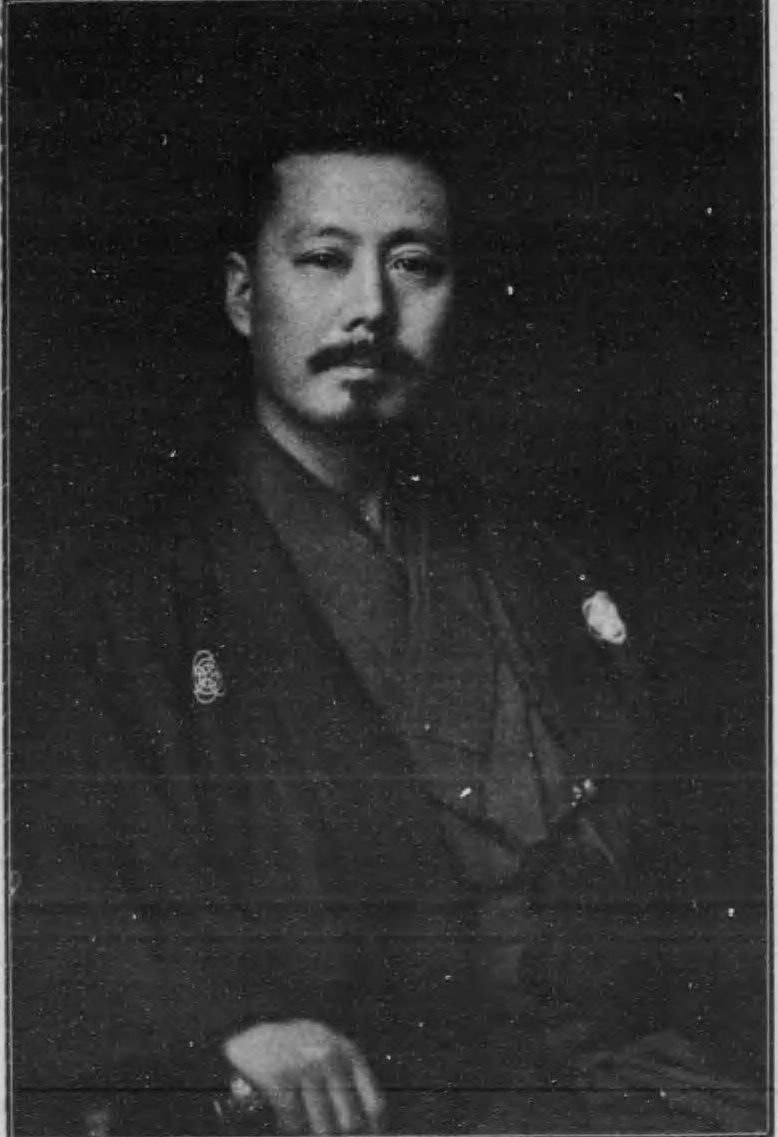
熊本電気初代社長安田善三郎

かつて熊本電灯が水力発電を計画した黒川では、その後も1896年に高田露（熊本水力電気）が、1901年には熊本県（当時の知事は徳久恒範）がそれぞれ水力発電を計画していた。このうち熊本県の計画を浅野総一郎が引き継ぎ、1906年11月に出力2,000kWの水力発電所を建設する許可を取得した。浅野の事業の発起人には浅野の周辺（白石元治郎・大川平三郎）のほか旧熊本藩主細川侯爵家、旧熊本藩関係者（細川家家令津田静一、男爵野田豁通など）も加わり、発電所建設の準備を進めるとともに資本金300万円の会社設立を目指した。しかしながら資金調達に難航し、事業は停滞してしまう。
浅野の計画が進まないでいると、熊本県は細川家と熊本電灯所を経営する安田家の共同出資による黒川発電所建設計画を提起する。これを受けて1909年（明治39年）6月1日、資本金50万円で「熊本電気株式会社」が設立された。筆頭株主は総株数1万株のうち2000株を持つ細川侯爵家の細川護成。細川以下は安田家の安田善三郎、安田善之助、安田善八郎と続き、このうち善三郎が初代社長に就任した。同社は7月1日に熊本電灯所から事業を引き継ぎ、11月には取締役紫藤猛の名義で黒川の水利権を出願した。水利権は先に浅野総一郎に許可されていたため紛議が生ずるが、熊本県出身の政治家清浦奎吾が調停に入った結果、水利権は浅野から熊本電気へ移譲された。
熊本電灯所の事業を引き継いだ熊本電気では、水力開発に先立ち急増する需要に対応するため本山発電所の拡張に着手し、1910年（明治43年）9月に200kW発電機1台を増設した。同年8月には電灯料金を引き下げ（10燭終夜灯の場合月額1円25銭から1円10銭へ）需要喚起に努めている。発電所拡張後の同年10月には電力供給規定を定め、動力用電力供給の部門へも進出、まず専売局熊本煙草製造所への電力供給を始めた。翌1911年（明治44年）3月に熊本瓦斯（現・西部ガス）が開業するとガス灯に対抗して7月より金属線電球（発光部分＝フィラメントにタングステンを用いる白熱電球）を導入。金属線電球は従来の炭素線電球よりも消費電力が少ないことから、金属線電球を利用した場合には10燭灯の料金でより明るい32燭灯を利用できるという特例を定め、実質的に料金を大幅に引き下げた。こうした積極経営により短期間で業績は好転し、配当を年率10パーセントに抑制したことから財務体質も好転した。
1914年（大正3年）3月17日、黒川に建設していた黒川第一発電所が運転を開始した。同発電所の出力は6,000kWであり、在来の本山発電所（出力520kW）に比して発電力は一挙に拡大した。

### 事業拡大

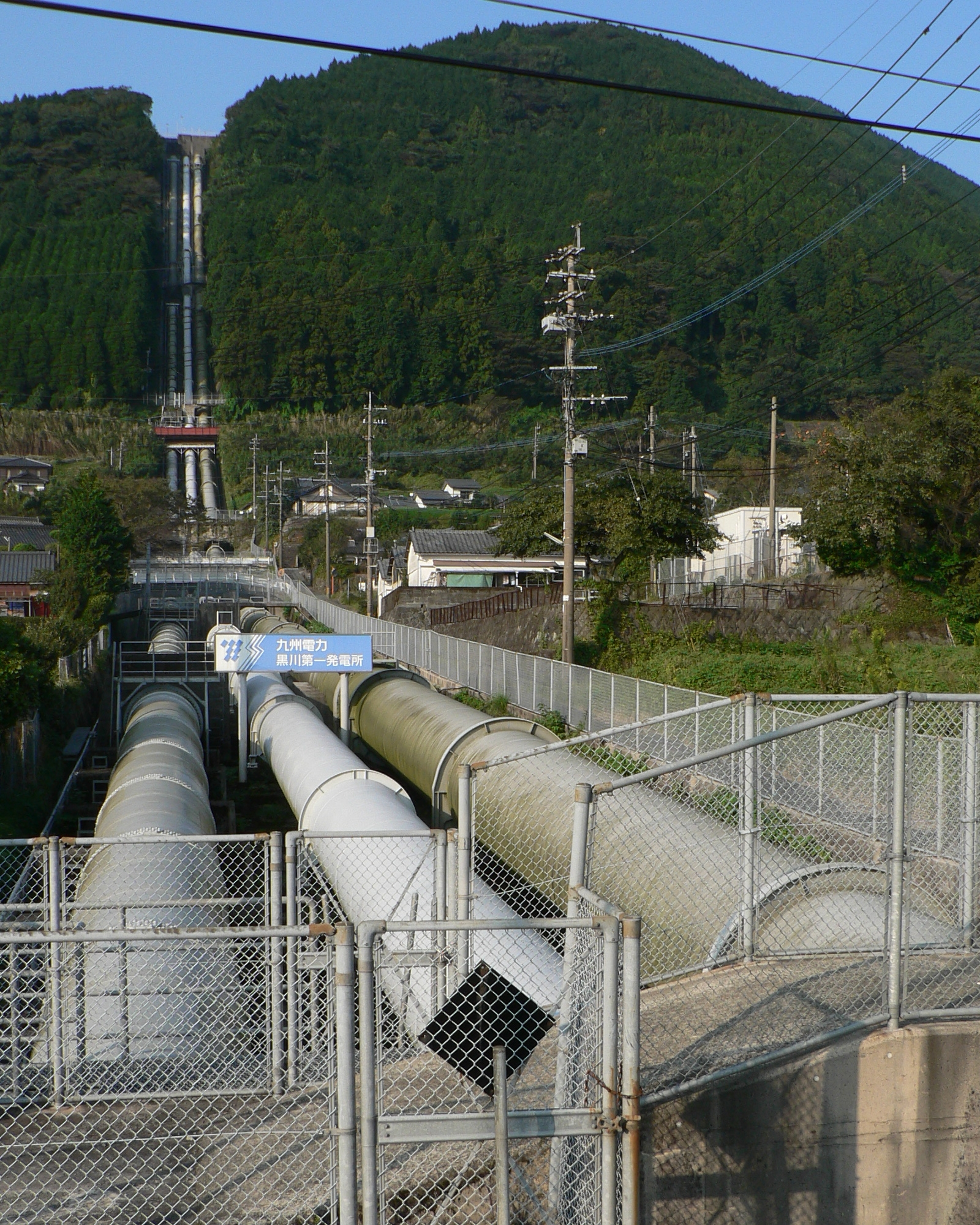
黒川第一発電所の水圧鉄管（2011年撮影）

黒川第一発電所完成を機に、従来熊本市とその周辺部のみであった熊本電気の供給区域は拡大し、1914年4月に北は菊池・山鹿・玉名方面へ、南は宇土・八代方面への供給を開始。熊本県内の42市町村へと広がり、電灯数は1914年下期に7万灯に達した。また昼間の余剰電力対策として電力供給の販路拡大に力が入れられ、九州製紙（後の王子製紙）、日本セメント八代工場、日本窒素肥料鏡工場（後の日産化学工業鏡工場）など大口需要家を獲得した。さらに1915年（大正4年）6月からは県境を越えた福岡県大牟田市の三井三池炭鉱への供給も開始した。同年10月、三井系の電気化学工業（現・デンカ）と5,000kWに及ぶ大口電力供給契約を締結する。この対策として黒川や菊池川において電源開発を継続した。
供給の拡大はその後も続き、1920年（大正9年）になると供給区域は球磨郡全域と天草郡の大部分を除いた、熊本県下の大部分、203市町村となった。供給区域の拡大に加えて電灯料金の大幅値下げ（10燭灯月額45銭、16燭灯月額55銭へ）もあって電灯数は増加を続け、1917年（大正6年）上期に10万灯、1920年上期に20万灯、1922年（大正11年）に30万灯というペースで伸びていった。電力供給も大戦景気を背景に好調で、新規の大口供給が相次いだ。1920年代に入ると戦後恐慌の影響で需要増加のペースは鈍るものの、東邦電力・球磨川電気・鯛生金山などの大口需要が出現している。1925年（大正14年）、天草郡のうち天草上島12村への供給を開始した。
1922年3月31日、熊本電気は緑川電力を合併した。同社は九州製紙・日本窒素肥料と九州製紙社長大川平三郎を大株主として1917年7月に設立。同社は緑川水系において津留発電所（出力10,000kW）と横野発電所（470kW）を建設し、九州製紙・日本窒素肥料へ電力を供給していた。戦後恐慌の中で単独経営が困難となり、熊本電気との合併を選択したのである。また並行して九州製紙の手で大井早発電所（出力4,200kW）の建設も進められていたが、これも熊本電気が買収した。自社電源開発と合併により、1926年（大正15年）の発電力は水力発電所11か所・火力発電所1か所の合計4万6,070kWとなった。
経営面では、事業拡大に伴う度重なる増資によって細川・安田両家の出資比率が低下し、反対に地元経営陣の影響力が強まった。そうしたことを反映し、1915年10月に社長が安田善三郎から肥後銀行（旧第六国立銀行。1907年に第九銀行を吸収）の頭取紫藤猛へ交代し、1918年（大正7年）11月には弟の紫藤章が第3代社長となった。この間業績は好調で、1917年から1919年まで年率13パーセントの配当を実施し、それ以降も年率12パーセントの配当を維持した。資本金は1919年の倍額増資により1000万円とされ、さらに1922年3月には増資と緑川電力合併により2600万円となった。

### 県外進出

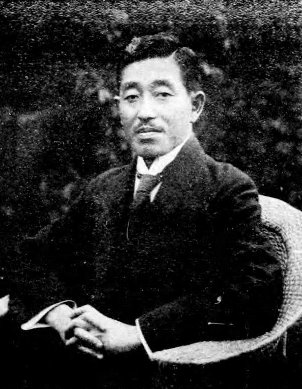
第4代社長上田万平

熊本県の南、鹿児島県の電気事業者鹿児島電気は、大正末期からの経営悪化や創業者の退任といった事情で業務提携先を求め、熊本電気の傘下に入った。熊本電気は鹿児島電気の全20万株（資本金1000万円）のうち3割にあたる6万株余りを1927年（昭和2年）6月末までに買収し（1928年3月末には追加買収により4割以上を握る）、さらに役員を派遣して経営を掌握した。鹿児島電気への経営参加が熊本電気にとって最初の県外進出事例となった。
1927年9月、紫藤章に代わって上田万平（元内務官僚、熊本県出身）が社長に就任した。上田の下で熊本電気は電気事業統合など積極経営を推進し、鹿児島電気に続いて熊本県南部に供給区域を持つ球磨川電気の経営権を掌握した。同社は、熊本電気の前身、熊本電灯所の経営にあたっていた坂内虎次が熊本電気を辞任した後に設立し、長く経営にあたっていた会社である。1929年（昭和4年）に同社との業務提携が成立し、2月に株式を247万円余りで買収、全13万500株（資本金652万5000円）のうち4割を押さえて傘下に収めた。4月に球磨川電気の経営陣は総辞職し、熊本電気から上田万平（社長就任）ら役員が派遣された。
さらに1920年代後半から1930年代前半にかけて、鹿児島電気・球磨川電気以外にも熊本電気は以下の会社を買収あるいは合併している。
浜町電気株式会社
1927年11月合併。合併に伴う増資は10万円。
熊本県上益城郡浜町（現・山都町）の会社で、1915年12月に設立。浜町など上益城郡の6町村を供給区域とし、合併当時電灯6,500灯を供給していた。
竹田水電株式会社
1930年（昭和5年）5月株式を買収、6月役員を派遣し経営権掌握。
大分県直入郡竹田町（現・竹田市）の会社で、1899年6月に設立。直入郡と熊本県阿蘇郡にまたがる12町村を供給区域とし、1929年12月末時点で電灯1万5,928灯、電力295馬力を供給していた。
島原水電株式会社
1930年8月合併。合併に伴う増資は165万円。
長崎県南高来郡島原町（現・島原市）の会社で、1910年4月に設立。島原半島（南高来郡と北高来郡の一部）を供給区域とし、1928年末時点で電灯5万4,616灯、電力929馬力を供給していた。
山鹿水力電気株式会社
1931年（昭和6年）4月経営に参加、5月株式を買収。
熊本県鹿本郡山鹿町（現・山鹿市）の会社で、1920年7月に設立。鹿本郡・玉名郡の8村を供給区域とし、1930年10月末時点で電灯6,200灯、電力91馬力を供給していた。
馬見原水力電気株式会社
1933年（昭和8年）4月株式を買収。
熊本県阿蘇郡馬見原町（現・上益城郡山都町）の会社で、1920年11月に設立。阿蘇郡・上益城郡の4町村を供給区域とし、1932年時点で電灯数2,624灯・電力61馬力を供給していた。
買収・合併の一方、供給面では1929年1月に従量電灯料金の引き下げ（1キロワット時あたり16銭から11銭への値下げ）による定額灯から従量灯への誘導を中心とする料金改定を実施した。この料金引き下げに伴う減収の対策として3月から創業20周年記念事業と銘打って増灯・増燭運動を展開し、11万灯を超える灯数の増加に成功する。その結果、電灯数は1930年に60万灯に達した。供給の伸びの一方で、利益金は1930年代前半まで150万円前後と一定であったことから、経営規模の拡大に伴って増資を重ねるにつれて利益率が低下し、1928年下期に年率12パーセントから10パーセントへ減配したのを皮切りに配当率は以後漸減している。
電力供給の分野では、大口需要家の電気化学工業と折半出資で1930年12月に共同送電会社九州電力を設立した。同社は宮崎県・大淀川水系の大淀川第一・第二両発電所から熊本を経て電気化学工業の工場所在地である大牟田へ至る送電線を建設する。熊本電気はこの九州電力送電線と途中の弓削変電所で連系し、電気化学工業・三井鉱山への電力供給を九州電力経由に振り替えたため、1931年上期よりこの2社は大口需要家から消えている。

### 工場誘致活動

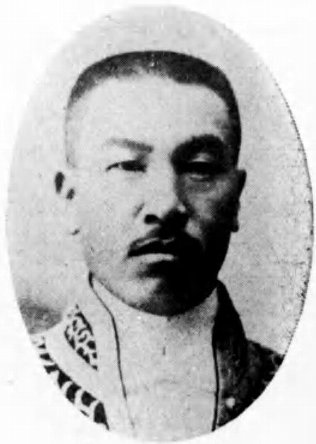
1935年より会長を務めた林市蔵

1930年代後半、熊本電気の供給成績は拡大傾向にあり、電灯数は1937年（昭和12年）に70万灯を超え、小口電力供給は1935年（昭和10年）以降毎年1,000kWのペースで拡大し、大口電力供給は1935年下期に2万kW、1938年（昭和13年）上期にも1万kWの増加があった。その結果、1938年下期末（1939年3月末）時点での供給成績は電灯72万5,171灯、小口電力1万3,942kW、大口電力6万5,815kW、電熱その他3,117kWとなった。このうち大口電力供給については、1937年末時点の状況を記した逓信省の資料によると、電気事業者向けでは東邦電力（常時2,000kW）・九州電力（最大12,500kW）・球磨川電気（常時1,500kW）などへ、工場向けでは東海電極製造田ノ浦工場（葦北郡、最大6,000kW）・日産化学工業鏡工場（八代郡、最大3,150kW）・王子製紙坂本工場（八代郡、最大3,000kW）・同八代工場（八代郡、常時5,500kW）・鯛生金山（大分県日田郡、最大3,500kW）などへと供給していた。
大口需要家のうち東海電極製造（現・東海カーボン）田ノ浦工場は、熊本電気が組織した工場誘致協会による誘致活動により建設された工場である。同社は名古屋市に工場を構える人造黒鉛電極メーカーで、新工場の用地を探していたところ、熊本電気が会社希望の条件で電力を供給できるということで熊本県に工場を新設することとなった。人造黒鉛電極の製造には多量の電力を要し、原価に占める電力費の比率が高いため低額な電力を長期にわたり確保する必要があることから、同社の希望に沿い熊本電気は新工場に対し25年間にわたり1万kWの電力を低額で供給するという契約を結んだ。1935年3月、熊本電気も一部出資（資本金300万円・全6万株のうち8,000株）して第二東海電極株式会社を設立。この第二東海電極により田ノ浦工場（葦北郡田浦村＝現・芦北町）が建設され、翌1936年（昭和11年）3月より電極製造が開始された。なお同年11月、第二東海電極は親会社東海電極製造に吸収されている。
また工場誘致協会は宇土郡宇土町（現・宇土市）への鐘淵紡績誘致も行った。1938年5月、熊本電気は同社と共同出資（資本金1000万円）で苛性ソーダ・塩素薬品の製造を目的とする鐘淵曹達株式会社を設立。新会社が宇土町に工場を建設することとなったため、新会社と1万kWの電力供給契約を締結した。しかしその後工場用地は鐘淵紡績と提携した日本合成化学工業が取得し、同社がカーバイドからブタノール・アセトンなどを製造する熊本工場を建設した。従って熊本電気は1939年（昭和14年）11月に改めて日本合成化学工業と1万1,600kWの受給契約を締結している。工場は1941年（昭和16年）操業を開始した。なお1939年7月の日本合成化学工業の増資時に熊本電気も資本参加するという話があったが実現していない。
熊本電気では供給の拡大の一方で電源開発も再開しており、球磨川水系にて1935年に川辺川第二発電所（出力8,200kW）、1937年には川辺川第一発電所（出力2,500kW）を建設。総発電力は水力発電19か所・火力発電1か所の6万2,652kWとなった。また三井鉱山を中心とする共同火力発電所の建設にも参加し、1935年10月に三井鉱山や九州の電力会社4社とともに九州共同火力発電を設立。大牟田市に建設された同社港発電所からの受電を開始した。
1930年代後半以降は経営陣にも動きがあり、まず第4代社長の上田万平が1935年7月に死去したのを受けて、同年9月会長に林市蔵、社長に赤星典太が就任した（2人とも上田と同様に熊本県出身の元内務官僚）。このうち社長は1939年3月に交代し、専務の中島為喜（細川侯爵家に仕え同家の推薦により入社）が第6代社長に昇格している。また1936年4月、電源開発や九州共同火力発電への出資に要する資金を得るため倍額増資が実施され、資本金は2775万円から5550万円となった。

### 第1次国家管理と九州電気成立
日中戦争開戦翌年の1938年（昭和13年）4月、政府が国策会社日本発送電を通じて全国の発電・送電を管理するという電力の国家管理を規定した「電力管理法」が成立。翌1939年（昭和14年）4月1日を期して全国の電気事業者から主要な火力発電設備・送電設備・変電設備を現物出資させて新会社日本発送電を設立することとなった（第1次電力国家管理）。熊本電気もその出資対象に指定され、送電線2路線と変電所1か所を出資するよう逓信省より命ぜられた。出資財産の評価額は39万2806円で、出資の対価として熊本電気に交付された日本発送電株式は7856株（払込総額39万2800円、出資対象33事業者中32番目）であった。
日本発送電の設立にみられる国主導の電気事業再編の一方で、1937年以降全国的に民間の電気事業者による事業再編も進展した。九州地方でもこの時期事業統合が相次ぎ、九州北部では東邦電力（佐賀・長崎方面）と九州水力電気（福岡・大分・宮崎方面）の2社が地域的な事業統合を推進している。この2社に対し、九州南部の事業統合の中心となったのが熊本電気であった。
1940年（昭和15年）2月1日、熊本電気は球磨川電気・鹿児島電気・竹田水電の3社を合併、さらに山鹿水力電気・馬見原水力電気より事業を買収して「九州電気株式会社」へ改称した。合併前の資本金は熊本電気が5550万円、球磨川電気が1305万円、鹿児島電気が1000万円、竹田水電が65万円で、合併後の九州電気の資本金は7920万円となった。また事業を譲り受けた山鹿水力電気・馬見原水力電気の資本金はそれぞれ30万円・20万円であった。社長は熊本電気の中島為喜が続投する（会長林市蔵も続投）が翌1941年（昭和16年）10月に交代し、副社長から昇格した坂内義雄（坂内虎次の長男、元球磨川電気副社長）が第7代社長となった。九州電気改称後、1940年6月に宮崎県・一ツ瀬川にて槇ノ口発電所（出力10,000kW）、同年10月に球磨川水系にて五木川第二発電所（出力8,300kW）、1942年（昭和17年）3月に一ツ瀬川にて村所発電所（出力8,000kW）それぞれ運転を開始している。
南九州で直営事業を展開する以外に、九州電気は加治木電気と沖縄電気という2つの電気事業を営む子会社を持っていた。加治木電気は鹿児島県姶良郡加治木町（現・姶良市）の会社で、鹿児島電気が1929年に株式を買収していた。また沖縄電気は沖縄県那覇市の電力会社である。

### 第2次国家管理による会社消滅
九州電気への改称翌年の1941年（昭和16年）4月、電力国家管理の強化を図るため電力管理法施行令が改正され、1942年（昭和17年）4月までの間に出力5,000kW超の水力発電設備も各事業者から日本発送電へ出資させることとなった（第2次電力国家管理）。今回の設備出資は1941年10月1日と1942年4月1日の2回に分けて実施されており、このうち熊本電気は1942年4月の方の出資対象に指定された。出資を命ぜられた設備は水力発電所7か所（黒川第一・同第二・同第三・横野・津留・大井早・槇ノ口各発電所）と送電線11路線、変電所1か所である。出資財産の評価額は1509万281円で、出資の対価として九州電気に交付された日本発送電株式は30万1805株（払込総額1509万250円、出資対象26事業者中11番目）であった。また出資と同日付で村所発電所も同社に買収されている。したがって8つの発電所が日本発送電へ継承された。
第2次電力国家管理は発送電統制のみならず配電統制にも及んでおり、1941年8月に「配電統制令」が施行され、地域ごとに配電事業を国策配電会社へと統合することとなった。九州では九州7県と沖縄県を配電区域とする「九州配電株式会社」を設立するものとされ、同年9月、逓信省より九州の主要事業者、東邦電力・九州水力電気・九州電気・日本水電（鹿児島県）の4社に対して1942年4月1日付でその設立命令が下った。受命事業者4社のうち東邦電力・日本水電は「電気供給事業設備を出資すべき者」に指定された一方、九州水力電気と九州電気は「配電株式会社となるべき株式会社」に指定された。
1942年4月1日、日本発送電への一部設備出資とともに配電統制が実行に移され、九州配電が発足、それと引き換えに九州電気は消滅した。九州電気に対する九州配電株式の割り当ては額面50円払込済み株式121万8294株（払込総額6091万4700円）で、株主には50円の払込みにつき1.068株の割合で九州配電株式が交付された。また社長の坂内義雄は九州配電副社長に就任し、常務2名と取締役1名が同社理事（取締役に相当）へ転じている。

### 年表
- 1889年（明治22年）
  - 12月17日 - 有限責任熊本電灯会社設立認可。
- 1891年（明治24年）
  - 6月 - 城内発電所竣工。
  - 7月1日 - 開業、電灯供給開始。
- 1893年（明治26年）
  - 11月 - 熊本電灯株式会社へ社名変更。
- 1898年（明治31年）
  - 1月 - 本山発電所運転開始。
- 1902年（明治35年）
  - 5月11日 - 熊本電灯、株主総会で解散決議。
  - 9月 - 熊本電灯所（名義人長島芳次郎）が熊本電灯の事業を継承。
- 1904年（明治37年）
  - 7月 - 株式会社熊本電灯所へ改組。
- 1909年（明治39年）
  - 6月1日 - 熊本電気株式会社設立。
  - 7月1日 - 熊本電気、熊本電灯所の事業を継承。
- 1910年（明治43年）
  - 10月 - 電力供給開始。
- 1914年（大正3年）
  - 3月17日 - 黒川第一発電所運転開始。
- 1918年（大正7年）
  - 9月 - 菊池川第三発電所運転開始。
- 1921年（大正10年）
  - 11月16日 - 子会社熊本電車株式会社を設立（1923年解散）。
- 1922年（大正11年）
  - 3月31日 - 緑川電力を合併。
  - 6月 - 大井早発電所運転開始。
- 1927年（昭和2年）
  - 3月31日 - 菊池電気軌道（現・熊本電気鉄道）より竜門発電所を譲り受ける[59]。
  - 11月 - 浜町電気を合併。
- 1930年（昭和5年）
  - 8月31日 - 島原水電を合併。
  - 12月10日 - 電気化学工業と折半出資で九州電力を設立。
- 1935年（昭和10年）
  - 5月 - 川辺川第二発電所運転開始。
- 1939年（昭和14年）
  - 4月1日 - 一部設備を日本発送電へ出資。
- 1940年（昭和15年）
  - 2月1日 - 九州電気株式会社へ社名変更。球磨川電気・鹿児島電気・竹田水電を合併し、山鹿水力電気・馬見原水力電気から事業を譲り受ける。
  - 6月 - 槇ノ口発電所運転開始。
  - 10月 - 五木川第二発電所運転開始。
- 1942年（昭和17年）
  - 3月 - 村所発電所運転開始。
  - 4月1日 - 一部設備を日本発送電へ出資。配電統制令により九州配電株式会社へ統合され、九州電気消滅。

## 供給区域
1938年（昭和13年）12月末時点における、熊本電気および1940年に九州電気へ統合される鹿児島電気・球磨川電気・竹田水電・山鹿水力電気・馬見原水力電気の電灯・電力供給区域は以下の通り。県別（熊本県・大分県・宮崎県・鹿児島県・長崎県）に整理した。

### 熊本県
| 熊本電気 電灯・電力供給区域       | 熊本電気 電灯・電力供給区域 | 熊本電気 電灯・電力供給区域 |
| --------------------------------- | --- | --- |
| 市部                              | 熊本市 | 熊本市 |
| 飽託郡 （35町村）                 | 郡内全町村（現・熊本市・宇土市） | 郡内全町村（現・熊本市・宇土市） |
| 玉名郡 （38町村）                 | 山北村・木葉村（現・玉東町）、 高瀬町・弥富村・築山村・滑石村・大浜町・豊水村・八嘉村・梅林村・小田村・玉名村・石貫村・月瀬村・伊倉町・玉水村・小天村・横島村・大野村・高道村・睦合村・鍋村（現・玉名市）、 江田村・花簇村・東郷村・川沿村・神尾村・春富村（現・和水町）、 米富村（現・南関町・玉名市）、坂下村・大原村・賢木村（現・南関町）、 長洲町、腹赤村・六栄村（現・長洲町）、 八幡村・府本村（現・荒尾市）、清里村（現・荒尾市・長洲町） | 山北村・木葉村（現・玉東町）、 高瀬町・弥富村・築山村・滑石村・大浜町・豊水村・八嘉村・梅林村・小田村・玉名村・石貫村・月瀬村・伊倉町・玉水村・小天村・横島村・大野村・高道村・睦合村・鍋村（現・玉名市）、 江田村・花簇村・東郷村・川沿村・神尾村・春富村（現・和水町）、 米富村（現・南関町・玉名市）、坂下村・大原村・賢木村（現・南関町）、 長洲町、腹赤村・六栄村（現・長洲町）、 八幡村・府本村（現・荒尾市）、清里村（現・荒尾市・長洲町） |
| 鹿本郡 （21町村）                 | 植木町・山本村・田原村・菱形村・桜井村・山東村・吉松村・田底村（現・熊本市）、 千田村・米野岳村・山内村・来民町・稲田村・中富村・山鹿町・米田村・川辺村・八幡村・平小城村・大道村・六郷村（一部の字を除く）（現・山鹿市） | 植木町・山本村・田原村・菱形村・桜井村・山東村・吉松村・田底村（現・熊本市）、 千田村・米野岳村・山内村・来民町・稲田村・中富村・山鹿町・米田村・川辺村・八幡村・平小城村・大道村・六郷村（一部の字を除く）（現・山鹿市） |
| 菊池郡 （25町村）                 | 郡内全町村（現・菊池市・合志市・山鹿市・大津町・菊陽町ほか） | 郡内全町村（現・菊池市・合志市・山鹿市・大津町・菊陽町ほか） |
| 阿蘇郡 （17町村）                 | 錦野村（現・菊池郡大津町）、 山西村（現・西原村）、 長陽村・白水村・久木野村（現・南阿蘇村）、 高森町、色見村（現・高森町）、 永水村・尾ヶ石村・黒川村・内牧町・山田村・宮地町・中通村・坂梨村・中通村（現・阿蘇市）、 小峰村（大字貫原・小中竹・木原谷・緑川に限る）（現・上益城郡山都町） | 錦野村（現・菊池郡大津町）、 山西村（現・西原村）、 長陽村・白水村・久木野村（現・南阿蘇村）、 高森町、色見村（現・高森町）、 永水村・尾ヶ石村・黒川村・内牧町・山田村・宮地町・中通村・坂梨村・中通村（現・阿蘇市）、 小峰村（大字貫原・小中竹・木原谷・緑川に限る）（現・上益城郡山都町） |
| 上益城郡 （30町村）               | 朝日村を除く郡内全町村（現・熊本市・益城町・嘉島町・御船町・甲佐町・山都町） | 朝日村を除く郡内全町村（現・熊本市・益城町・嘉島町・御船町・甲佐町・山都町） |
| 下益城郡 （18町村）               | 郡内全町村（現・熊本市・宇城市・美里町） | 郡内全町村（現・熊本市・宇城市・美里町） |
| 宇土郡 （12町村）                 | 郡内全町村（現・宇土市・宇城市） | 郡内全町村（現・宇土市・宇城市） |
| 八代郡 （24町村）                 | 和鹿島村・吉野村・野津村・宮原町（現・氷川町）、 八代町・植柳村・金剛村・高田村・宮地村・龍峰村・太田郷町・松高村・郡築村・八千把村・昭和村・千丁村・有佐村・文政村・鏡町・種山村・河俣村・上松求麻村・下松求麻村・下岳村（現・八代市） ※1940年に追加あり | 和鹿島村・吉野村・野津村・宮原町（現・氷川町）、 八代町・植柳村・金剛村・高田村・宮地村・龍峰村・太田郷町・松高村・郡築村・八千把村・昭和村・千丁村・有佐村・文政村・鏡町・種山村・河俣村・上松求麻村・下松求麻村・下岳村（現・八代市） ※1940年に追加あり |
| 球磨郡 （1村）                    | 神瀬村（大字神瀬の一部に限る）（現・球磨村） | 神瀬村（大字神瀬の一部に限る）（現・球磨村） |
| 葦北郡 （4町村）                  | 日奈久町・二見村・百済来村（現・八代市）、 田浦村（現・芦北町） | 日奈久町・二見村・百済来村（現・八代市）、 田浦村（現・芦北町） |
| 天草郡 （17町村）                 | 大矢野島 | 登立町・上村・中村（現・上天草市） |
| 天草郡 （17町村）                 | 維和島 | 維和村（現・上天草市） |
| 天草郡 （17町村）                 | 天草上島 | 阿村・今津村・教良木河内村・姫戸村・高戸村・大道村（現・上天草市）、 浦村・棚底村・宮田村・栖本村（一部の字を除く）・楠甫村・大浦村（一部の字に限る）（現・天草市） |
| 天草郡 （17町村）                 | 樋島 | 樋島村（現・上天草市） |
| 球磨川電気 電灯・電力供給区域     | | |
| 球磨郡 （23町村）                 | 五木村を除く郡内全町村（現・人吉市・球磨村・山江村・相良村・錦町・あさぎり町・多良木町・湯前町・水上村）、ただし神瀬村大字神瀬の一部は除く | 五木村を除く郡内全町村（現・人吉市・球磨村・山江村・相良村・錦町・あさぎり町・多良木町・湯前町・水上村）、ただし神瀬村大字神瀬の一部は除く |
| 葦北郡 （5町村）                  | 佐敷町・吉尾村・大野村・湯浦村（現・芦北町）、 津奈木村（現・津奈木町） | 佐敷町・吉尾村・大野村・湯浦村（現・芦北町）、 津奈木村（現・津奈木町） |
| 天草郡 （35町村）                 | 天草上島 | 志柿村・下浦村・栖本村（一部の字に限る）・島子村・下津浦村・上津浦村・赤崎村・須子村・大浦村（一部の字を除く）（現・天草市） |
| 天草郡 （35町村）                 | 天草下島 | 本渡町・佐伊津村・御領村・鬼池村・亀場村・楠浦村・櫨宇土村・宮地岳村・宮地村・大多尾村・中田村・碇石村・新合村・宮野河内村・一町田村・富津村・深海村・久玉村・牛深町・魚貫村・亀浦村・早浦村・大江村・高浜村・下田村（大字南に限る）（現・天草市） |
| 山鹿水力電気 電灯・電力供給区域   | | |
| 玉名郡 （1村）                    | 緑村（現・和水町） | 緑村（現・和水町） |
| 鹿本郡 （7村）                    | 三玉村・三岳村・広見村・岩野村・岳間村・内田村・六郷村（一部の字に限る）（現・山鹿市） | 三玉村・三岳村・広見村・岩野村・岳間村・内田村・六郷村（一部の字に限る）（現・山鹿市） |
| 竹田水電 電灯・電力供給区域       | | |
| 阿蘇郡 （1村）                    | 波野村（大字中江の一部を除く）（現・阿蘇市） | 波野村（大字中江の一部を除く）（現・阿蘇市） |
| 馬見原水力電気 電灯・電力供給区域 | | |
| 阿蘇郡 （4町村）                  | 馬見原町・菅尾村（大字花上を除く）・柏村（大字柳・東竹原・伊勢・高畑・高辻を除く）・小峰村（大字貫原・小中竹・木原谷・緑川を除く）（現・上益城郡山都町） | 馬見原町・菅尾村（大字花上を除く）・柏村（大字柳・東竹原・伊勢・高畑・高辻を除く）・小峰村（大字貫原・小中竹・木原谷・緑川を除く）（現・上益城郡山都町） |
| 上益城郡 （1村）                  | 朝日村（現・山都町） | 朝日村（現・山都町） |

※1940年10月、九州電気は八代郡柿迫村の一部（現・八代市）を供給区域に追加。
熊本県のうち上記に含まれていない地域は、玉名郡・阿蘇郡・八代郡・球磨郡・葦北郡・天草郡の各一部である。供給区域外のこれらの地域のうち、玉名郡の一部は東邦電力の供給区域、阿蘇郡の一部は小国水力電気・津江電灯・久住湯原電業・延岡電気・旭ベンベルグ絹絲（後の旭化成）の供給区域、球磨郡・葦北郡の各一部は日本窒素肥料（後のチッソ）の供給区域、天草郡の一部は北天草電気・湯島電気の供給区域であった。

### 大分県
| 竹田水電 電灯・電力供給区域 | 竹田水電 電灯・電力供給区域 |
| --------------------------- | --- |
| 直入郡 （13町村）           | 竹田町・豊岡村・明治村・玉来町・松本村・入田村・嫗岳村・宮砥村・菅生村・宮城村（大字刈小野を除く）・城原村（大字小川・福原・鉢山を除く）・柏原村・荻村（現・竹田市） |
| 大野郡 （1村）              | 上緒方村（大字木野に限る）（現・豊後大野市） |

### 宮崎県
| 球磨川電気 電灯・電力供給区域 | 球磨川電気 電灯・電力供給区域            |
| ----------------------------- | ---------------------------------------- |
| 児湯郡 （1村）                | 西米良村                                 |
| 西諸県郡 （3町村）            | 真幸村・加久藤村・飯野町（現・えびの市） |
| 北諸県郡 （9町村）            | 郡内全町村（現・都城市・三股町）         |

### 鹿児島県
| 鹿児島電気 電灯・電力供給区域 | 鹿児島電気 電灯・電力供給区域 |
| ----------------------------- | --- |
| 市部                          | 鹿児島市 |
| 鹿児島郡 （2町村）            | 伊敷村・谷山町（大字五ケ別府を除く）（現・鹿児島市）                                                                                          |
| 日置郡 （5町村）              | 伊集院町・下伊集院村・東市来町（現・日置市）、 上伊集院村・郡山村（現・鹿児島市）                                                             |
| 姶良郡 （2村）                | 牧園村・霧島村（大字重久の一部を除く）（現・霧島市）                                                                                          |
| 球磨川電気 電灯・電力供給区域 | |
| 姶良郡 （3村）                | 吉松村（現・湧水町）、 霧島村（大字重久の一部に限る）・清水村（上郡田の一部に限る）（現・霧島市）                                             |
| 囎唹郡 （7町村）              | 志布志町・西志布志村（野方村地内飛地を除く）・松山村（現・志布志市）、 岩川町（大字中之内の一部を除く）・月野村・末吉町・財部町（現・曽於市） |

### 長崎県
| 熊本電気 電灯・電力供給区域   | 熊本電気 電灯・電力供給区域                                                                                |
| ----------------------------- | --- |
| 南高来郡 （27町村）           | 郡内全町村（現・島原市・南島原市・雲仙市）                                                                 |
| 北高来郡 （3町村）            | 森山村・小野村・諫早町（字半造に限る）（現・諫早市）                                                       |
| 球磨川電気 電灯・電力供給区域 | |
| 下県郡                        | 厳原町・久田村（大字久田に限る）・鶏知村（大字鶏知・根緒に限る）・船越村（大字大船越に限る）（現・対馬市） |

## 発電所一覧
九州電気が運転していた発電所は以下の通り。県別（熊本県・大分県・宮崎県・鹿児島県・長崎県）に整理した。

### 熊本県
| 発電所名   | 種別 | 出力 (kW)             | 所在地・河川名                                                | 運転開始       | 備考                                                     |
| ---------- | ---- | --------------------- | ------------------------------------------------------------- | -------------- | -------------------------------------------------------- |
| 黒川第一   | 水力 | 6,000 →10,000 →15,000 | 菊池郡瀬田村（現・南阿蘇村） （河川名：白川水系黒川）         | 1914年3月      | 1919年・1922年出力変更 現・九電黒川第一発電所            |
| 黒川第二   | 水力 | 900 →1,800            | 菊池郡瀬田村（現・南阿蘇村） （河川名：白川水系黒川）         | 1918年11月     | 1919年出力変更 現・九電黒川第二発電所                    |
| 黒川第三   | 水力 | 2,000                 | 菊池郡瀬田村（現・大津町） （河川名：白川）                   | 1922年3月      | 現・九電黒川第三発電所                                   |
| 菊池川番外 | 水力 | 1,200                 | 菊池郡水源村（現・菊池市） （河川名：菊池川）                 | 1923年3月      | 現・九電菊池川第五発電所                                 |
| 菊池川第一 | 水力 | 980 →1,200            | 菊池郡水源村（現・菊池市） （河川名：菊池川）                 | 1921年4月      | 1923年出力変更 現・九電菊池川第一発電所                  |
| 菊池川第二 | 水力 | 1,490 →2,400          | 菊池郡水源村（現・菊池市） （河川名：菊池川）                 | 1921年4月      | 1923年出力変更 現・九電菊池川第二発電所                  |
| 菊池川第三 | 水力 | 1,000 →2,000          | 菊池郡水源村（現・菊池市） （河川名：菊池川）                 | 1918年9月      | 1920年出力変更 現・九電菊池川第三発電所                  |
| 菊池川第四 | 水力 | 1,800                 | 菊池郡水源村（現・菊池市） （河川名：菊池川）                 | 1924年1月      | 現・九電菊池川第四発電所                                 |
| 竜門       | 水力 | 250 →400              | 菊池郡龍門村（現・菊池市） （河川名：菊池川水系迫間川）       | （1923年7月）  | 前所有者：菊池電気軌道 1931年出力変更 現・九電竜門発電所 |
| 内田川第一 | 水力 | 110                   | 鹿本郡内田村（現・山鹿市） （河川名：菊池川水系内田川）       | （1921年12月） | 前所有者：山鹿水力電気 現・九電内田川発電所              |
| 下滝下     | 水力 | 68                    | 阿蘇郡菅尾村（現・山都町） （河川名：五ヶ瀬川水系湧水）       | （1921年12月） | 前所有者：馬見原水力電気 現・九電下滝下発電所            |
| 横野       | 水力 | 470                   | 上益城郡御岳村（現・山都町） （河川名：緑川水系大矢川）       | 1922年6月      | 現・九電横野発電所                                       |
| 津留       | 水力 | 10,000 →10,700        | 上益城郡白糸村（現・山都町） （河川名：緑川・大矢川・笹原川） | （1919年1月）  | 前所有者：緑川電力 1929年出力変更 現・JNC津留発電所      |
| 大井早     | 水力 | 4,200                 | 下益城郡東砥用村（現・美里町） （河川名：緑川・千滝川）       | 1922年6月      | 現・九電大井早発電所）                                   |
| 五木川第二 | 水力 | 8,300                 | 球磨郡五木村 （河川名：球磨川水系川辺川）                     | 1940年10月     | 現・九電五木川発電所                                     |
| 川辺川第一 | 水力 | 2,500                 | 球磨郡五木村 （河川名：球磨川水系川辺川）                     | 1937年7月      | 現・九電川辺川第一発電所                                 |
| 川辺川第二 | 水力 | 8,200                 | 球磨郡四浦村（現・相良村） （河川名：球磨川水系川辺川）       | 1935年5月      | 現・JNC川辺川第二発電所                                  |
| 高瀬       | 汽力 | 4,000 →8,000          | 玉名郡弥富村（現・玉名市）                                    | 1924年12月     | 1956年10月廃止                                           |
| 本山       | 汽力 | 320 →520              | 飽託郡本山村（現・熊本市）                                    | （1898年1月）  | 前所有者：熊本電灯所 1910年9月増設 1918年12月廃止        |

球磨川電気から引き継いだ発電所（6か所）は球磨川電気#発電所一覧・熊本県を参照
廃止された本山発電所を除いた上記発電所のうち、黒川第一・黒川第二・黒川第三・横野・津留・大井早の6発電所は日本発送電へ、残りの発電所は九州配電へそれぞれ引き継がれたが、いずれも1951年（昭和26年）以降は九州電力（九電）に帰属している。ただし津留発電所と川辺川第二発電所に関しては、1964年（昭和39年）5月に九州電力から電源開発へ譲渡され、鶴田ダム（鹿児島県）建設に伴う自家発電所の水没補償として新日本窒素肥料（現・JNC）に引き渡された。

### 大分県
| 発電所名 | 種別 | 出力 (kW) | 所在地・河川名                                            | 運転開始      | 備考                                  |
| -------- | ---- | --------- | --------------------------------------------------------- | ------------- | ------------------------------------- |
| 竹田第一 | 水力 | 240       | 直入郡竹田町（現・竹田市） （河川名：大野川水系玉来川）   | （1900年7月） | 前所有者：竹田水電 1955年3月廃止      |
| 竹田第二 | 水力 | 120       | 直入郡竹田町（現・竹田市） （河川名：大野川水系玉来川）   | （1923年6月） | 前所有者：竹田水電 1955年3月廃止      |
| 第三宮砥 | 水力 | 383       | 直入郡宮砥村（現・竹田市） （河川名：大野川水系瀬ノ口川） | （1929年3月） | 前所有者：竹田水電 現・九電宮砥発電所 |

上記の3発電所はいずれも九州電気から九州配電を経て1951年より九州電力に継承されている。

### 宮崎県
| 発電所名 | 種別 | 出力 (kW) | 所在地・河川名                      | 運転開始  | 備考                 |
| -------- | ---- | --------- | ----------------------------------- | --------- | -------------------- |
| 槇ノ口   | 水力 | 10,000    | 児湯郡西米良村 （河川名：一ツ瀬川） | 1940年6月 | 現・九電槇之口発電所 |
| 村所     | 水力 | 8,000     | 児湯郡西米良村 （河川名：一ツ瀬川） | 1942年3月 | 現・九電村所発電所   |

球磨川電気から引き継いだ発電所（1か所）は球磨川電気#発電所一覧・宮崎県を参照
槇ノ口・村所両発電所は九州電気から日本発送電を経て1951年より九州電力に継承されている。

### 鹿児島県
鹿児島県には合併で引き継いだ発電所以外は存在しない。
球磨川電気から引き継いだ発電所（5か所）は球磨川電気#発電所一覧・鹿児島県を参照
鹿児島電気から引き継いだ発電所（7か所）は鹿児島電気#発電所一覧を参照

### 長崎県
| 発電所名   | 種別 | 出力 (kW) | 所在地・河川名                                      | 運転開始       | 備考                                        |
| ---------- | ---- | --------- | --------------------------------------------------- | -------------- | ------------------------------------------- |
| 千々石第一 | 水力 | 135       | 南高来郡千々石町（現・雲仙市） （河川名：千々石川） | （1911年9月）  | 前所有者：島原水電 現・九電千々石第一発電所 |
| 千々石第二 | 水力 | 150       | 南高来郡千々石町（現・雲仙市） （河川名：千々石川） | （1915年12月） | 前所有者：島原水電 現・九電千々石第二発電所 |
| 千々石第三 | 水力 | 65        | 南高来郡千々石町（現・雲仙市） （河川名：千々石川） | （1918年12月） | 前所有者：島原水電 現・九電千々石第三発電所 |
| 千々石第四 | 水力 | 320       | 南高来郡千々石町（現・雲仙市） （河川名：千々石川） | （1923年7月）  | 前所有者：島原水電 現・九電千々石第四発電所 |
| 千々石第五 | 水力 | 112       | 南高来郡千々石町（現・雲仙市） （河川名：千々石川） | （1925年7月）  | 前所有者：島原水電 現・九電千々石第五発電所 |

上記発電所はいずれも九州電気から九州配電を経て九州電力へ継承されている。
このほか対馬では、下県郡厳原町（現・対馬市）にてディーゼルエンジンによる内燃力発電所の厳原発電所が稼働していた。出力は1937年時点（球磨川電気に帰属）で135kWであった。

## 電車事業の計画
熊本市とその周辺の交通機関には、明治後期から熊本軽便鉄道が存在していたが、これは蒸気機関車牽引による軽便鉄道であった。同線を電化し電車を走らせるという計画は開業当初からあり、1913年（大正2年）には電化の認可を得たものの、実際には第一次世界大戦中の物価高騰と会社の経営状況から電化実行は不可能であった。このことから熊本市では電車の敷設運動が起こった。
熊本市での電車敷設を計画した事業者の一つが熊本電気であった。計画は1920年（大正9年）2月に市と電車敷設に関する契約（道路拡張費用の折半負担など）を締結する段階まで進むが、不況のため熊本電気による兼営事業とはならず、翌1921年（大正10年）11月16日に熊本電気を大株主とする熊本電車株式会社の設立となった。資本金は300万円で、熊本電気は6万株のうち1万8368株を引き受けていた。同社は6路線の軌道敷設特許を取得する。しかし1922年（大正11年）1月、高橋守雄が熊本市長に就任すると市は電車市営へと方針を変更し、1923年（大正12年）4月13日に熊本電車から権利・財産一切を引き継いだ。この結果、熊本電車は同年5月3日に解散。市は8月5日に電車部（現・交通局）を設置し、1924年（大正13年）8月1日より市営電車（熊本市電）の運転を始めた。

## 業績・供給成績推移表

### 業績
1910年度以降の期別業績の推移は以下の通り。決算期は1923年上期までは毎年6月（上期）・12月（下期）の2回、それ以降は9月（上期）・翌年3月（下期）の2回である。
| 年度             | 払込資本金 | 収入  | 支出  | 利益金 | 配当率 | 出典   |
| ---------------- | ---------- | ----- | ----- | ------ | ------ | ------ |
| 1910上           | 125        | 60    | 46    | 13     | 10.0%  | [ 13 ] |
| 1910下           | 125        | 63    | 50    | 13     | 10.0%  | [ 13 ] |
| 1911上           | 125        | 72    | 59    | 13     | 10.0%  | [ 13 ] |
| 1911下           | 125        | 84    | 70    | 14     | 10.0%  | [ 13 ] |
| 1912上           | 500        | 96    | 59    | 36     | 10.0%  | [ 13 ] |
| 1912下           | 875        | 244   | 45    | 199    | 10.0%  | [ 13 ] |
| 1913上           | 1,250      | 117   | 48    | 68     | 10.0%  | [ 13 ] |
| 1913下           | 1,250      | 123   | 54    | 68     | 10.0%  | [ 13 ] |
| 1914上           | 1,625      | 156   | 82    | 73     | 10.0%  | [ 20 ] |
| 1914下           | 1,625      | 291   | 196   | 94     | 10.0%  | [ 20 ] |
| 1915上           | 1,625      | 296   | 196   | 99     | 10.0%  | [ 20 ] |
| 1915下           | 2,750      | 513   | 236   | 277    | 10.0%  | [ 20 ] |
| 1916上           | 2,750      | 377   | 219   | 158    | 10.0%  | [ 20 ] |
| 1916下           | 2,750      | 403   | 194   | 208    | 10.0%  | [ 20 ] |
| 1917上           | 3,500      | 512   | 241   | 271    | 13.0%  | [ 20 ] |
| 1917下           | 4,250      | 712   | 275   | 437    | 13.0%  | [ 20 ] |
| 1918上           | 4,999      | 661   | 300   | 361    | 13.0%  | [ 20 ] |
| 1918下           | 5,000      | 732   | 352   | 379    | 13.0%  | [ 20 ] |
| 1919上           | 5,000      | 943   | 503   | 439    | 13.0%  | [ 20 ] |
| 1919下           | 6,250      | 940   | 517   | 423    | 13.0%  | [ 20 ] |
| 1920上           | 6,250      | 1,103 | 689   | 414    | 12.0%  | [ 20 ] |
| 1920下           | 7,500      | 1,341 | 799   | 542    | 12.0%  | [ 20 ] |
| 1921上           | 8,750      | 1,464 | 736   | 728    | 12.0%  | [ 20 ] |
| 1921下           | 10,000     | 1,566 | 818   | 748    | 12.0%  | [ 20 ] |
| 1922上           | 14,000     | 2,329 | 1,034 | 1,294  | 12.0%  | [ 20 ] |
| 1922下           | 14,000     | 2,043 | 963   | 1,079  | 12.0%  | [ 20 ] |
| 1923上           | 14,000     | 2,201 | 1,091 | 1,109  | 12.0%  | [ 20 ] |
| 1923上 （7-9月） | 14,000     | 1,128 | 563   | 565    | 12.0%  | [ 20 ] |
| 1923下           | 14,000     | 2,446 | 1,235 | 1,211  | 12.0%  | [ 20 ] |
| 1924上           | 16,400     | 2,554 | 1,187 | 1,366  | 12.0%  | [ 20 ] |
| 1924下           | 16,400     | 2,628 | 1,307 | 1,320  | 12.0%  | [ 20 ] |
| 1925上           | 16,400     | 2,850 | 1,478 | 1,371  | 12.0%  | [ 20 ] |
| 1925下           | 16,400     | 3,019 | 1,604 | 1,414  | 12.0%  | [ 20 ] |
| 1926上           | 18,800     | 3,036 | 1,531 | 1,504  | 12.0%  | [ 20 ] |
| 1926下           | 18,800     | 3,191 | 1,698 | 1,493  | 12.0%  | [ 20 ] |
| 1927上           | 18,800     | 3,310 | 1,835 | 1,474  | 12.0%  | [ 33 ] |
| 1927下           | 18,900     | 3,353 | 1,859 | 1,494  | 12.0%  | [ 33 ] |
| 1928上           | 18,900     | 3,378 | 1,865 | 1,513  | 12.0%  | [ 33 ] |
| 1928下           | 22,098     | 3,528 | 2,143 | 1,385  | 10.0%  | [ 33 ] |
| 1929上           | 22,100     | 3,590 | 2,100 | 1,489  | 10.0%  | [ 33 ] |
| 1929下           | 22,100     | 3,575 | 2,085 | 1,489  | 10.0%  | [ 33 ] |
| 1930上           | 23,750     | 3,719 | 2,190 | 1,528  | 10.0%  | [ 33 ] |
| 1930下           | 23,750     | 3,987 | 2,441 | 1,546  | 10.0%  | [ 33 ] |
| 1931上           | 23,750     | 3,630 | 2,075 | 1,555  | 10.0%  | [ 33 ] |
| 1931下           | 23,750     | 3,576 | 2,013 | 1,562  | 10.0%  | [ 33 ] |
| 1932上           | 23,750     | 3,520 | 2,062 | 1,458  | 10.0%  | [ 33 ] |
| 1932下           | 23,750     | 3,529 | 2,046 | 1,483  | 10.0%  | [ 33 ] |
| 1933上           | 23,750     | 3,628 | 2,130 | 1,497  | 10.0%  | [ 33 ] |
| 1933下           | 26,150     | 3,896 | 2,275 | 1,621  | 9.0%   | [ 33 ] |
| 1934上           | 26,150     | 3,853 | 2,338 | 1,515  | 9.0%   | [ 33 ] |
| 1934下           | 27,750     | 4,003 | 2,335 | 1,668  | 9.0%   | [ 33 ] |
| 1935上           | 27,750     | 4,191 | 2,448 | 1,743  | 9.0%   | [ 33 ] |
| 1935下           | 27,750     | 4,236 | 2,406 | 1,829  | 9.0%   | [ 33 ] |
| 1936上           | 34,687     | 4,280 | 2,368 | 1,911  | 9.0%   | [ 33 ] |
| 1936下           | 34,687     | 4,643 | 2,675 | 1,968  | 9.0%   | [ 33 ] |
| 1937上           | 34,687     | 4,655 | 2,656 | 1,999  | 9.0%   | [ 33 ] |
| 1937下           | 34,687     | 4,764 | 2,825 | 1,938  | 12.0%  | [ 33 ] |
| 1938上           | 34,687     | 4,983 | 2,847 | 2,136  | 8.0%   | [ 33 ] |
| 1938下           | 34,687     | 5,230 | 3,055 | 2,175  | 8.0%   | [ 33 ] |
| 1939上           | 4,1625     | 5,365 | 3,414 | 1,951  | 8.0%   | [ 71 ] |
| 1939下           | 57,036     | 7,012 | 4,472 | 2,539  | 8.0%   | [ 72 ] |
| 1940上           | 57,036     | 7,559 | 4,747 | 2,811  | 8.0%   | [ 72 ] |
| 1940下           | 57,036     | 8,139 | 4,869 | 3,270  | 8.0%   | [ 1 ]  |
| 1941上           | 57,036     | 9,568 | 6,217 | 3,351  | 8.0%   | [ 1 ]  |

### 供給成績
1909年度以降の電気供給実績の推移は以下の通り。
| 年度   | 電灯数  | 電力（馬力） | 電力（馬力） | 出典   |
| 年度   | 電灯数  | 電動機       | その他       | 出典   |
| ------ | ------- | ------------ | ------------ | ------ |
| 1909下 | 8,987   | -            | -            | [ 13 ] |
| 1910上 | 9,543   | -            | -            | [ 13 ] |
| 1910下 | 12,678  | -            | -            | [ 13 ] |
| 1911上 | 14,590  | 138          | -            | [ 13 ] |
| 1911下 | 18,407  | 192          | -            | [ 13 ] |
| 1912上 | 20,816  | 220          | -            | [ 13 ] |
| 1912下 | 23,282  | 234          | -            | [ 13 ] |
| 1913上 | 25,562  | 229          | -            | [ 13 ] |
| 1913下 | 25,664  | 246          | -            | [ 13 ] |
| 1914上 | 59,264  | 4,388        | -            | [ 16 ] |
| 1914下 | 70,490  | 2,996        | -            | [ 16 ] |
| 1915上 | 76,678  | 4,563        | -            | [ 16 ] |
| 1915下 | 83,231  | 6,041        | -            | [ 16 ] |
| 1916上 | 92,135  | 6,227        | -            | [ 16 ] |
| 1916下 | 96,808  | 6,464        | -            | [ 16 ] |
| 1917上 | 108,035 | 4,727        | 2,240        | [ 16 ] |
| 1917下 | 119,687 | 6,603        | 119          | [ 16 ] |
| 1918上 | 131,741 | 4,177        | 5,040        | [ 16 ] |
| 1918下 | 145,403 | 6,412        | 5,043        | [ 16 ] |
| 1919上 | 164,306 | 5,535        | 15,092       | [ 16 ] |
| 1919下 | 183,044 | 6,273        | 9,200        | [ 16 ] |
| 1920上 | 211,740 | 7,202        | 15,103       | [ 16 ] |
| 1920下 | 239,714 | 7,416        | 15,110       | [ 16 ] |
| 1921上 | 263,003 | 7,210        | 14,572       | [ 16 ] |
| 1921下 | 282,662 | 8,250        | 14,619       | [ 16 ] |
| 1922上 | 308,960 | 4,477        | 36,842       | [ 16 ] |
| 1922下 | 328,471 | 4,820        | 40,432       | [ 16 ] |
| 1923上 | 348,887 | 5,235        | 43,489       | [ 16 ] |
| 1923下 | 370,701 | 5,604        | 44,665       | [ 16 ] |
| 1924上 | 382,813 | 5,869        | 44,190       | [ 16 ] |
| 1924下 | 393,666 | 5,914        | 48,352       | [ 16 ] |
| 1925上 | 408,798 | 6,005        | 49,207       | [ 16 ] |
| 1925下 | 425,284 | 6,074        | 50,561       | [ 16 ] |
| 1926上 | 441,761 | 6,299        | 53,497       | [ 16 ] |
| 1926下 | 449,940 | 6,758        | 56,429       | [ 16 ] |
| 1927上 | 461,583 | 6,953        | 43,747       | [ 33 ] |
| 1927下 | 474,431 | 7,354        | 44,018       | [ 33 ] |

| 年度   | 電灯数  | 小口電力 (kW) | 大口電力 (kW) | 電熱その他 (kW) | 出典   |
| ------ | ------- | ------------- | ------------- | --------------- | ------ |
| 1928上 | 490,738 | 7,490         | 32,503        | 653             | [ 33 ] |
| 1928下 | 496,323 | 7,905         | 32,773        | 755             | [ 33 ] |
| 1929上 | 544,255 | 8,266         | 36,360        | 874             | [ 33 ] |
| 1929下 | 544,232 | 8,459         | 36,461        | 1,072           | [ 33 ] |
| 1930上 | 611,809 | 9,805         | 36,768        | 1,257           | [ 33 ] |
| 1930下 | 600,698 | 9,848         | 36,817        | 1,715           | [ 33 ] |
| 1931上 | 606,811 | 9,995         | 34,140        | 1,807           | [ 33 ] |
| 1931下 | 601,627 | 9,992         | 34,188        | 1,979           | [ 33 ] |
| 1932上 | 603,346 | 9,884         | 36,310        | 1,957           | [ 33 ] |
| 1932下 | 601,415 | 10,212        | 36,751        | 2,065           | [ 33 ] |
| 1933上 | 635,047 | 9,276         | 33,153        | 1,550           | [ 33 ] |
| 1933下 | 637,184 | 9,466         | 33,483        | 1,657           | [ 33 ] |
| 1934上 | 651,416 | 9,786         | 33,483        | 1,693           | [ 33 ] |
| 1934下 | 652,465 | 9,876         | 33,483        | 1,787           | [ 33 ] |
| 1935上 | 659,096 | 10,515        | 34,383        | 1,952           | [ 33 ] |
| 1935下 | 663,862 | 10,939        | 56,983        | 2,338           | [ 33 ] |
| 1936上 | 672,553 | 11,582        | 57,583        | 2,543           | [ 33 ] |
| 1936下 | 678,572 | 11,918        | 57,933        | 2,506           | [ 33 ] |
| 1937上 | 693,076 | 12,439        | 58,309        | 2,500           | [ 33 ] |
| 1937下 | 704,319 | 12,656        | 59,929        | 2,743           | [ 33 ] |
| 1938上 | 714,404 | 13,427        | 71,265        | 2,820           | [ 33 ] |
| 1938下 | 725,171 | 13,942        | 65,815        | 3,117           | [ 33 ] |

## 本社・支店・営業所所在地
1941・42年時点における九州電気の本社・支店・営業所・出張所の所在地は以下の通り。
- 本社 ： 熊本県熊本市紺屋今町
- 熊本営業所 ： 同上
- 八代営業所 ： 熊本県八代市
- 松橋営業所 ： 熊本県下益城郡松橋町（現・宇土市）
- 御船営業所 ： 熊本県上益城郡御船町
- 浜町営業所 ： 熊本県上益城郡浜町（現・山都町）
- 新田営業所 ： 熊本県阿蘇郡白水村（現・南阿蘇村）
- 宮地営業所 ： 熊本県阿蘇郡宮地町（現・阿蘇市）
- 大津営業所 ： 熊本県菊池郡大津町
- 隈府営業所 ： 熊本県菊池郡隈府町（現・菊池市）
- 山鹿営業所 ： 熊本県鹿本郡山鹿町（現・山鹿市）
- 高瀬営業所 ： 熊本県玉名郡弥富村（現・玉名市）
- 姫戸営業所 ： 熊本県天草郡姫戸村（現・上天草市）
- 島原営業所 ： 長崎県島原市
- 人吉支店 ： 熊本県球磨郡人吉町（現・人吉市）
  - 人吉営業所 ： 同上
  - 天草営業所 ： 熊本県天草郡本渡町（現・天草市）
  - 都城営業所 ： 宮崎県都城市
  - 厳原営業所 ： 長崎県下県郡厳原町（現・対馬市）
- 竹田支店 ： 大分県直入郡竹田町（現・竹田市）
- 鹿児島支店 ： 鹿児島県鹿児島市
- 東京出張所 ： 東京市麹町区丸ノ内一丁目（現・東京都千代田区丸の内）

## 歴代社長・会長
熊本電気の歴代社長・会長とその在任期間は以下の通りである。
歴代社長
1. 安田善三郎 ： 1909年6月1日就任（会社設立）、1915年10月26日退任
2. 紫藤猛 ： 1915年10月26日就任、1918年10月4日退任
3. 紫藤章 ： 1918年11月28日就任、1927年9月1日退任
4. 上田万平 ： 1927年9月1日就任、1935年7月8日死去
5. 赤星典太 ： 1935年9月28日就任、1939年3月29日退任
6. 中島為喜 ： 1939年3月29日就任（専務から昇格＝1935年9月28日就任）、1941年10月30日退任
7. 坂内義雄 ： 1941年10月30日就任（副社長から昇格＝1940年3月5日就任）、1942年3月31日退任（会社消滅）

歴代会長
1. 林市蔵 ： 1935年9月28日就任、1942年3月31日退任（会社消滅）

## 主要株主

### 1929年
1929年9月末時点における主要株主の持株と持株比率は以下の通り。この時点での資本金は2610万円、株式総数は52万2000株で、株主数は計2134名。
| 株主名           | 持株数  | 持株比率 | 備考                           |
| ---------------- | ------- | -------- | ------------------------------ |
| （名）安田保善社 | 76,520  | 14.66%   | 同社総長安田善次郎は相談役     |
| 中島為喜         | 56,400  | 10.80%   | 取締役、細川家家扶             |
| （株）安田銀行   | 33,330  | 6.39%    |                                |
| 長野友博         | 29,643  | 5.68%    | 常務、製糸業・熊本県多額納税者 |
| 大川（名）       | 9,899   | 1.90%    | 同社代表大川平三郎は取締役     |
| 井芹康也         | 7,266   | 1.39%    | 資産家・熊本県多額納税者       |
| 清浦奎吾         | 7,100   | 1.36%    | 第23代内閣総理大臣             |
| 長野充博         | 6,519   | 1.25%    | 長野友博の弟                   |
| 長谷川太郎吉     | 6,500   | 1.25%    | 樺太工業専務                   |
| 上位9位株主合計  | 233,177 | 44.67%   |                                |

### 1941年
1941年9月末時点における主要株主の持株と持株比率は以下の通り。この時点での資本金は7920万円、総株数は158万4000株で、株主数は計5369名。
| 株主名             | 持株数  | 持株比率 | 備考                                         |
| ------------------ | ------- | -------- | -------------------------------------------- |
| （名）安田保善社   | 266,430 | 16.82%   |                                              |
| 馬場一衛           | 112,340 | 7.09%    | 取締役、細川家家扶                           |
| （株）安田銀行     | 66,700  | 4.21%    |                                              |
| 古荘（資）         | 25,252  | 1.59%    | 同社代表古荘健次郎は監査役                   |
| （株）安田貯蓄銀行 | 24,700  | 1.56%    |                                              |
| 大川（名）         | 20,000  | 1.26%    |                                              |
| 井芹康也           | 17,100  | 1.08%    |                                              |
| 東海電極製造（株） | 16,000  | 1.01%    |                                              |
| （株）肥後銀行     | 14,830  | 0.94%    |                                              |
| 熊本保全（株）     | 14,585  | 0.92%    | 熊本電気傘下の証券保有会社 （1932年2月設立） |
| 日本証券保有（株） | 11,400  | 0.72%    | 同社社長坂内義雄は社長                       |
| 日清生命保険（株） | 11,000  | 0.69%    |                                              |
| 上位12位株主合計   | 600,337 | 37.90%   |                                              |

## 社史
- 『熊本電気株式会社沿革史』 - 創立20周年記念で1929年出版。
- 『熊電三拾年』 - 1939年出版。熊本県立図書館蔵。
- 『九州電気五十年史』 - 1943年出版。「九州電気五十年史編纂委員会」の編纂で、九州配電より出版。熊本県立図書館蔵。